# اویسرتال
اویسرتال (به آلمانی: Eußerthal) یک شهر در آلمان است که در زودلیشه واینشتراسه واقع شده‌است. اویسرتال ۹۳۰ نفر جمعیت دارد.